# Rowley Shoals
Rowley Shoals (= "Untiefen") ist eine Gruppe von drei aus dem Wasser ragenden, atollähnlichen Korallenriffen vor der australischen Nordwestküste, etwa 260 Kilometer westlich von Broome.

## Geographie
Die Inselgruppe liegt am Rande eines der größten Schelfe der Welt. Jedes der Atolle bedeckt eine Fläche von etwa 80 bis 90 km² (zumeist Lagunen und Rifffläche, da die Landflächen sehr klein sind). Politisch gehören sie zum australischen Bundesstaat Western Australia. Sie steigen alle steil vom umgebenden Ozeangrund auf und liegen auf der gleichen Unterwasserplattform, wie die weiter nordöstlich gelegenen Scott- und Seringapatariffe. Der Name der Gruppe leitet sich von Kapitän Josias Rowley ab, der 1800 das Imperieuse Reef entdeckte.
Vermutlich wurden die Atolle mindestens seit dem mittleren 18. Jahrhundert von Fischern aus dem heutigen Indonesien besucht, die die Rowley Shoals vermutlich als Pulau Pulo Dhaoh kannten. Fischer von der Insel Roti (südwestlich von Timor) nannten die Inseln später Pulau Bawa Angin. Das Mermaid Reef wurde als Pulau Manjariti bezeichnet, Clerke Reef als Pulau Tengah und Imperieuse Reef als Pulau Matsohor. Gejagt wurden hier Seegurken, Schildkröten, Trochus-Meeresschnecken und Haie.

## Mermaid Reef
Mermaid Reef, das nordöstlichste der drei Riffe (17°06′S, 119°37′E), ist ein Atoll mit einer großen, von einem Korallenring eingeschlossenen Lagune. Am nordöstlichen Ende des Rings befindet sich eine Passage, die etwa 60 Meter breit ist und in die Lagune führt. Vor Mermaid Reef sinkt der Meeresgrund rapide um 440 Meter. Benannt wurde das Atoll 1818 von Kapitän Philip Parker King, der das Riff entdeckte und es nach seinem Schiff benannte.

## Clerke Reef
Clerke Reef (auch Minstrel Shoal genannt), liegt bei 17°19′S, 119°21′E und etwa 23 Kilometer südwestlich von Mermaid Reef. Die Nord-Süd-Länge des Riffs beträgt etwa 15 Kilometer bei einer Breite von 6 Kilometern. Am nördlichen Ende der Insel liegt Bedwell Islet, ein unbewachsener Sandhügel, 2 Meter hoch. Auch hier führt ein schmaler Durchgang in die Lagune, auch hier fällt der Meeresboden unmittelbar ab, hier um 390 Meter. Wie Mermaid Reef wurde auch Clerke Reef von Kapitän Philip Parker King benannt, nämlich nach Kapitän Clerke, der zwischen 1800 und 1809 bereits vom Riff berichtet hatte.

## Imperieuse Reef
Imperieuse Reef, 17°35′S, 118°55′E, liegt weitere 35 Kilometer südwestlich von Clerke Reef und ist damit der südwestlichste Punkt der Rowley Shoals. Es misst etwa 16 Kilometer in der Nord-Süd-Ausdehnung bei 8 Kilometern Breite. Am südöstlichen Rand des Riffs finden sich zahlreiche Korallenfelsen, die bis zu 3 Meter über den Wasserspiegel hinausragen. Große Teile des Riffgebiets kommen bei Ebbe zum Vorschein. Imperieuse Reef besitzt zwei Lagunen, von denen jede viele Korallen beinhaltet. Nahe dem Nordufer befindet sich Cunningham Islet, eine kleine, vegetationslose Sandinsel, die 3,7 M über das Wasser ragt. Auch das Inselchen ist von einer kleinen Lagune (93 Meter) umgeben und der Standort eines Leuchtturms, Imperieuse Reef Light. Vor Imperieuse Reef fällt der Meeresboden um 230 Meter ab. Auch dieses Riff wurde durch Kapitän Philip Parker King benannt, nämlich nach dem Schiff von dem es durch Kapitän Rowley das erste Mal gesichtet worden war.

## Naturschutz
Clerke und Imperieuse Reef formen den Rowley Shoals Marine Park, der 1990 gegründet und 2004 erweitert wurde. Der Park wird durch das Department of Conservation and Land Management (CALM) von Western Australia geführt. Das nahe Mermaid Reef Marine National Nature Reserve wird durch die Australian Nature Conservation Agency (ANCA) mit Assistenz von CALM unterhalten.

## Tourismus
Um 1977 begann man, von Broome aus mit Charterbooten Expeditionen zu den Riffen zum Zwecke der Fischerei und des Tauchens zu unternehmen. Seitdem hat das öffentliche Interesse an dem Gebiet kontinuierlich zugenommen und die Rowley Shoals haben den Ruf bekommen, einer der besten Tauchgründe Australiens zu sein. Die Riffe gehören zu den abgelegensten und unberührtesten der Welt.